# Park Narodowy Despeñaperros
Despeñaperros – przełom rzeki Despeñaperros położony w municypium Santa Elena, na północy prowincji Jaén (Hiszpania). Junta de Andalucía ustanowiła tutaj park narodowy o powierzchni 7649 hektarów, głównie dzięki walorom geologicznym i krajobrazowym, ale także z powodu bogactwa flory i fauny.
Przełom rzeczny ma bardzo strome ściany, a różnice wysokości wynoszą więcej niż 500 metrów. Był on wykorzystywany przez człowieka w czasach historycznych, jako że stanowi naturalne przejście z gór Sierra Morena i punkt łączący Andaluzję z Kastylią-La Manchą, a co za tym idzie z resztą Hiszpanii. Dlatego przez Despeñaperros przebiegały zawsze ważne szlaki komunikacyjne, zarówno drogowe (droga szybkiego ruchu A-4), jak i kolejowe. Linia kolejowa była najważniejsza w Andaluzji (z wyjątkiem linii Mérida – Sewilla) aż do 1992 roku, kiedy wybudowano linię AVE Puertollano – Kordowa (90 km na zachód).

## Geologia
Leży na wschodniej granicy gór Sierra Morena, którędy przepływają liczne rzeki (z północy na południe) odprowadzające wody z części Mesety na południu do Gwadalkiwiru i pokonujące teoretyczną barierę naturalną gór Sierra Morena. Jedną z takich rzek jest właśnie Despeñaperros, które wyrzeźbiło ten przełom, ale także rzeka Guarrizas, która płynie 11 km na wschód i tworzy kaskadę Cimbarra, chronioną jako park krajobrazowy. Należy zaznaczyć, że rzeka Despeñaperros jest dopływem Guarrizas, do której uchodzi 10 km na południe od przełomu.
The vertical walls of the gorge expose geological layers that reveal the history of the surrounding land. The walls are composte of extremely hard vertical walls composed of "Armorican" quartzite, formed in the ocean 500 million years ago in the Paleozoic, which were later covered by more recent materials. In the Carboniferous these were elevated and exposed to erosion, finally to be discovered here and at Cimbarra Falls.
Pionowe ściany przełomu ukazują historię geologiczną regionu. Zbudowane są z kwarcytu o dużej twardości, ukształtowanego na dnie oceanu 500 milionów lat temu, na początku paleozoiku. Później kwarcyt został przykryty przez materiał młodszy, a w karbonie (320 milionów lat temu), w orogenezie hercyńskiej, w wyniku kolizji kontynentów Laurazja i Gondwana kwarcyt został wyniesiony i wystawiony na erozję, podobnie jak w kaskadzie Cimbarra.
W warstwach kwarcytu (armorykańskiego) widoczne są ripplemarki lub skamieniałe pofalowania powstałe na skutek działalności fal morskich. W osadach piasku sprzed 500 milionów lat odkryto również ślady skamielin.
Spośród formacji, które występują w Despeñaperros, niektóre mają nazwy własne, jak El Salto del Fraile, Las Correderas, czy Los Órganos, w których kwarcyt został zgnieciony do postaci pionowych warstw, którym erozja nadała kształt spiczastych tub, przypominających instrument – organy. Los Órganos ma status pomnika przyrody.

## Flora

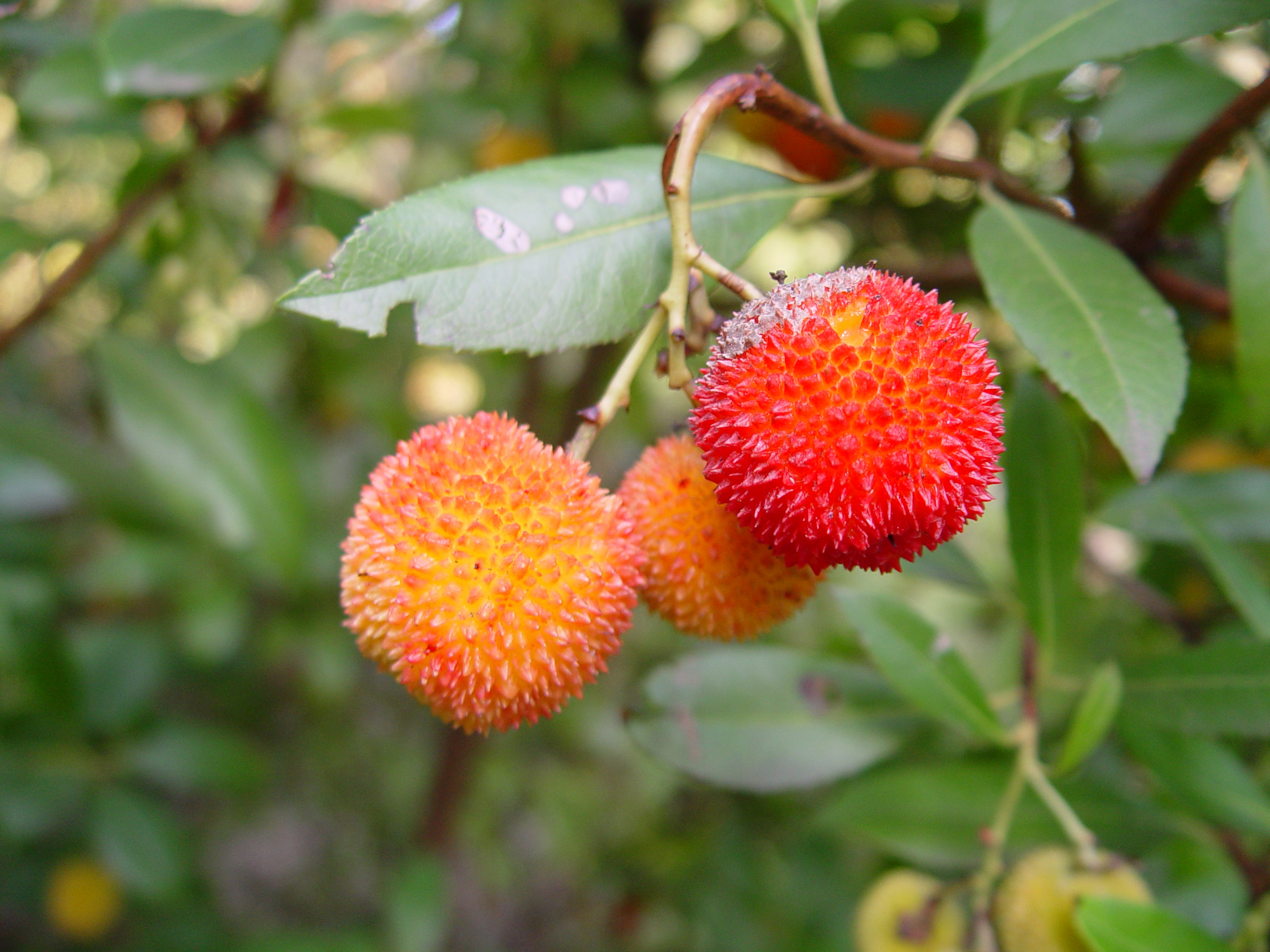
Drzewo poziomkowe

Roślinność jest podobna na obszarze całej wschodniej części gór Sierra Morena: las śródziemnomorski z dominacją dębu ostrolistnego i dębu korkowego, ale także z dębem portugalskim, dębem pirenejskim i sosnami (pinia, sosna alepska i sosna czarna). Zarośla składają się z drzew poziomkowych, wrzosów, czystkowatych, mirtów i dębów szkarłatnych.
Należy również wspomnieć o lasach galería, które występują nad brzegami rzek i potoków, w miejscach wilgotnych i zacienionych wraz z olszami, jesionami i wierzbami.
Poza tym w parku narodowym występuje 30 endemitów jedynych na świecie i inne endemity charakterystyczne dla Półwyspu Iberyjskiego.

## Fauna

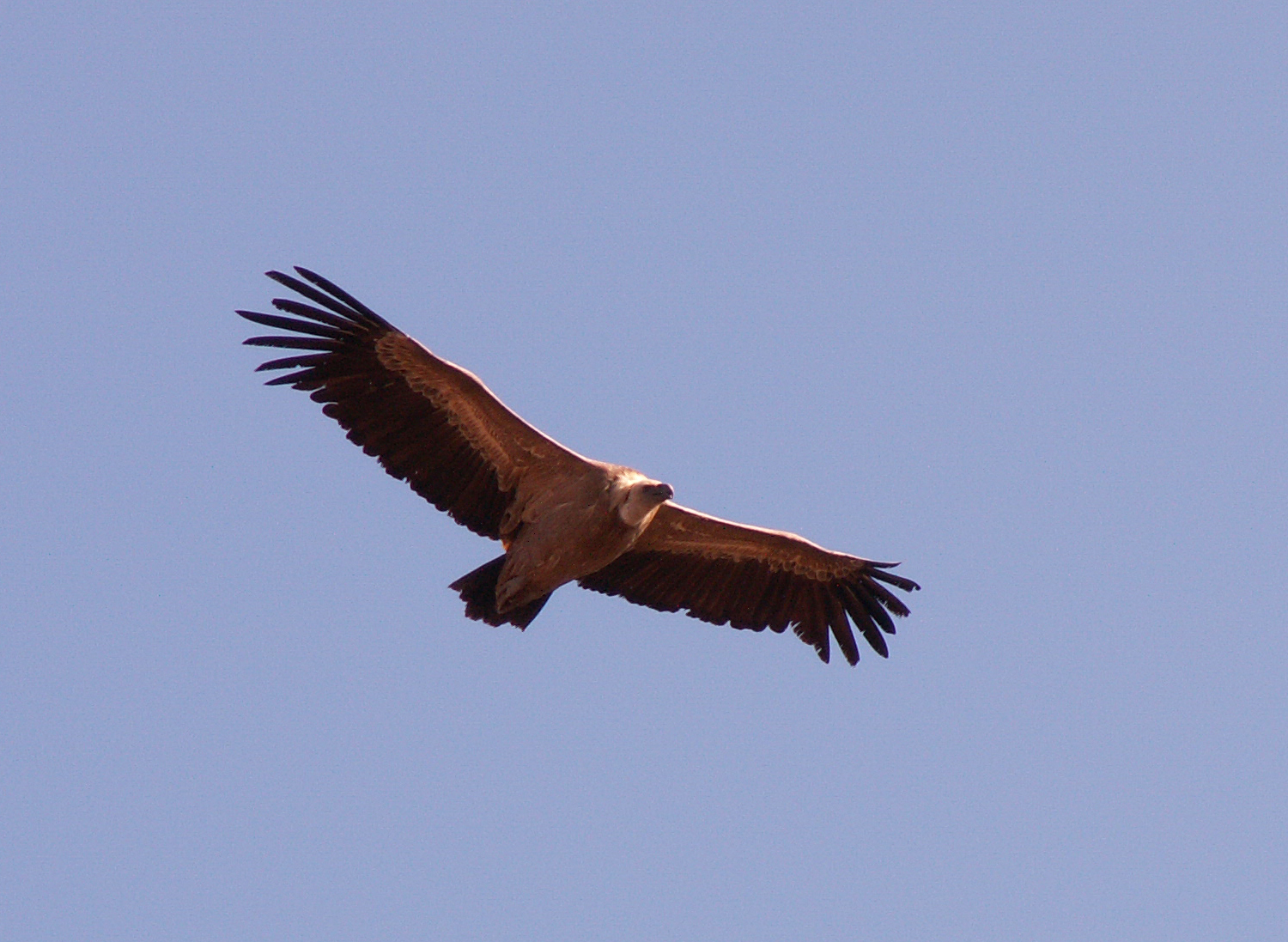
Sęp płowy

Występuje tu znaczne bogactwo dzików i jeleni, na które za pozwoleniem można polować z nagonką, dużo bardziej godne uwagi jest występowanie kilku osobników rysia iberyjskiego i wilka szarego, jak również małych drapieżnych takich jak lis, mangusta egipska i żbik.
Spośród ptaków, które zamieszkują Despeñaperros należy wspomnieć o orle cesarskim i sępie płowym.

## Historia
Zarówno w Despeñaperros jak i na obszarze kaskady w Cimbarra i w okolicznych jaskiniach zachowały się ważne dzieła neolitycznego malarstwa jaskiniowego, świadczące o strategicznym położeniu tego terytorium między cywilizacjami z Mesety i Andaluzji już w tak zamierzchłej przeszłości. Najważniejsze jaskinie z tymi malowidłami to Cueva de los Muñecos (Jaskinia Lalek) i Cuevas de las Vacas del Rematoso (Jaskinie Krów z Rematoso).